# 지구복사
지구복사는 지구가 태양으로부터 받은 복사 에너지와 거의 비슷한 양의 에너지를 우주공간으로 방출하는 것이다.
온도를 가진 모든 물체는 복사 에너지를 방출하는데, 태양과 같은 별들은 온도가 높아 다양한 주파수의 전자기파로 방출한다. 그러나 지구의 경우 대부분의 복사 에너지를 적외선의 형태로 우주공간으로 방출한다.
지구는 태양으로부터 에너지를 받아 일부는 반사하고, 나머지는 흡수한 뒤 다시 방출하는데, 이때 수증기와 같은 기체가 지구 복사 에너지의 일부를 재흡수하여 지표로 되돌린다. 이것을 온실 효과라 한다.